# Konrad Januszowic
Konrad Januszowic (poln. Konrad Januszowic; * vor 1400; † 1412 oder 1413) war ein Prinz in Masowien. Er entstammte dem Adelsgeschlecht der masowischen Piasten.

## Leben
Konrad Januszowic war der jüngste Sohn von Herzog Janusz dem Älteren († 1429) und der litauischen Prinzessin Danuta Anna. Konrad Januszowic verstarb vor seinem Vater ohne sein Erbe in Masowien angetreten zu haben.

## Ehe und Familie
Konrad war nicht verheiratet und hatte keine Kinder. Sein Erbe in Masowien trat nach dem Tod seines Vaters sein Neffe Bolesław IV. an.